# Højre (1848–1866)
 Denne artikel omhandler partiet Højre fra 1848. Opslagsordet har også en anden betydning, se Højre.
Højre var et dansk politisk parti, der opstod i 1848 og gik i opløsning efter 1866.

## Grundloven af 1849
I 1840'erne agiterede De Nationalliberale mod enevælden og for en fri forfatning og et konstitutionelt monarki.
De Nationalliberales modstandere ønskede at bevare "den milde og oplyste enevælde" – eventuelt i reformeret udgave. Under Martsrevolutionen i 1848 blev enevældens tilhængere betegnet som Højre.
Under Treårskrigen (1848-1850) var der brug for en national samlingsregering. Derfor dannede Højre og De Nationalliberale en fælles regering i marts 1848.
Ved regeringens dannelse havde Højre måttet acceptere princippet om en fri forfatning. Efter flere måneders tovtrækkeri blev Den grundlovgivende Rigsforsamling åbnet den 23. oktober 1848. Tre fjerdedele af forsamlingen var valgte ved direkte valg, men den sidste fjerdedel efter krav fra Højre var kongevalgte. Ønsket om kongevalgte medlemmer blev støttet af de nationalliberale ministre Monrad og L.N. Hvidt.
Argumentet for de kongevalgte var, at valgsystemet med direkte valg i enkeltmandskredse ville udelukke store mindretal fra indflydelse. Denne uretfærdighed skulle udlignes af de kongevalgte. I praksis blev de kongevalgte fordelt mellem regeringspartierne (Højre og Nationalliberale). Oppositionen (Bondevennerne) fik kun én kongevalgt: fhv. krigsminister A.F. Tscherning.
Den Grundlovgivende Rigsforsamling var delt i tre næsten lige store grupper. Bondevennerne udgjorde forsamlingens venstre del, mens De Nationalliberale var Centrum. Endeligt var Højre forsamlingens konservative del.
I Rigsforsamlingen ønskede Højre respekt for kongemagten. Derfor var partiet glad for de formuleringer i Grundloven, der handlede om kongens magt.
Højre havde sværere ved at komme igennem med sit andet krav: afvisning af den almindelige valgret. Mange af De Nationalliberale var ganske vist betænkelige ved at give den jævne mand valgret, men i krigen, der rasede i disse år, havde man brug for bonde-, husmands- og arbejdersønnerne. Når den jævne mand kunne bruges på slagmarken, var det svært at nægte ham stemmeret. Højre kom dog igennem med, at Rigsdagen skulle deles i et folketing og et landsting. Det kun var de mest velstående, der kunne vælges til Landstinget.
Højre var også imod grundlovens løfte om fri adgang til erhverv, da dette ville føre til opløsning af håndværkernes lav.
Da den samlede grundlov kom til afstemning, stemte de fleste højremænd for. Man ønskede borgfred, så længe krigen varede. Fire højremænd stemte dog imod (Ørsted, Tage Algreen-Ussing, David og P.B Scavenius), mens andre undlod at stemme. På grund af den tyske besættelse af Nørrejylland var nogle jyske modstandere af grundloven rejst hjem inden den endelige afstemning.

## Højres tilhængere
Højre havde tilhængere i alle samfundsgrupper. De ledende i partiet var embedsmænd – især fødte før 1805. Partiet havde stor tilslutning blandt laugenes håndværkere. Godsejerne var aktive i Den Grundlovgivende Rigsforsamling, men trak sig derefter noget tilbage fra det politiske liv. En del af Højres folketingsmænd var bønder – især fra Jylland. Højre stod stærkt i byerne samt i nogle jyske landkredse.

## Den almindelige valgret svækkes
Fra november 1848 voksede Højres indflydelse gradvist. I januar 1852 dannede de en ren højreregering.
Højre ønskede, at Det Danske Monarki skulle være en helstat, hvor de danske og tyske dele af Monarkiet var ligestillede. Bondevennerne støttede helstatspolitikken. Samtidigt ønskede Højre at indføre privilegeret valgret. På dette område støttede De Nationalliberale regeringen.
Højre nåede begge sine mål med Fællesforfatningen af 1855. På grund af holstensk modstand kom forfatningen dog ikke til at virke efter hensigten. I Sønderjylland fik den privilegerede valgret den konsekvens, at den tysksindede overklasse fik flertallet i stænderforsamlingen. Almindelig valgret ville have givet dansk flertal.
I 1856 blev der optaget nationalliberale ministre i regeringen. Året efter gled Højre helt ud af regeringen.

## Efter 1864
Efter tabet af Lauenborg, Holsten og især Slesvig i 1864 gik den nationaliberale regering under ledelse af Orla Lehmann af. 1864-1865 stod højremanden Bluhme for sidste gang i spidsen for en regering. Det blev Bluhmes opgave at mildne følgerne af den tabte krig i 1864.
Efter 1866 gik Højre i opløsning. Godsejerne tilsluttede sig De Nationale Godsejere. Højres tilhængere i byerne blev nationalliberale. Konservative bønder gik til Mellempartiet.

## Premierministre og konseilspræsidenter
A.W. Moltke, der var Danmarks første premierminister i 1848-1852, blev betragtet som partiløs, men Højre fik gradvist flere og flere ministre i hans regeringer.
Nedenstående regeringsledere var højremænd, dog havde Andræ tidligere arbejdet tæt sammen med Bondevennerne. Derfor betragtede nogle Andræ som partiløs.
- Christian Albrecht Bluhme, premierminister i Ministeriet Bluhme I 1852-1853
- Anders Sandøe Ørsted, premierminister i Ministeriet Ørsted 1853-1854
- Peter Georg Bang, først premierminister, derefter konseilspræsident i Ministeriet Bang 1854-1856
- Carl Christopher Georg Andræ, konseilspræsident i Ministeriet Andræ (koalition mellem Højre og De Nationalliberale) (1856-1857)
- Christian Albrecht Bluhme, konseilspræsident i Ministeriet Bluhme II (1864-1865)

## Andre højrepartier
Omkring 1880 opstod et nyt parti under navnet Højre. Dette parti indgik i Konservative Folkeparti i 1915.
Der findes også højrepartier i andre lande. I Norge hedder partiet Høyre. I Sverige hedder det Moderata samlingspartiet; dette parti har tidligere brugt höger eller högern som en del af sit navn.